# La Caleta (Arico)
La Caleta es un núcleo de población perteneciente a la localidad de San Miguel de Tajao, en el municipio de Arico de la provincia de Santa Cruz de Tenerife —Canarias, España—.

## Geografía
Es uno de los núcleos costeros del municipio de Arico, encontrándose entre Cueva Honda, al oeste, y Tajao, al este, a unos diez kilómetros de la capital municipal. Posee una superficie de 0,605 km².
Se trata de un núcleo formado por viviendas de autoconstrucción.
El núcleo cuenta con una ermita dedicada a la virgen del Carmen y a san Felipe apóstol, una plaza pública, un parque infantil y una pequeña cancha deportiva. Aquí se ubica además la playa del Caletón y otras pequeñas calas.

## Demografía
| Año        | 2000 | 2005 | 2010 | 2015 | 2020 |
| ---------- | ---- | ---- | ---- | ---- | ---- |
| Habitantes | 202  | 228  | 324  | 267  | 327  |

## Comunicaciones
Se accede a La Caleta por carretera desde el núcleo de San Miguel de Tajao.

### Transporte público
En autobús —guagua— queda conectado mediante la siguiente línea de TITSA:
| Línea | Trayecto                                                           | Recorrido     |
| ----- | ------------------------------------------------------------------ | ------------- |
| 430   | Granadilla - Villa de Arico - El Porís - Costa Arico - Las Maretas | Horario/Línea |

## Galería

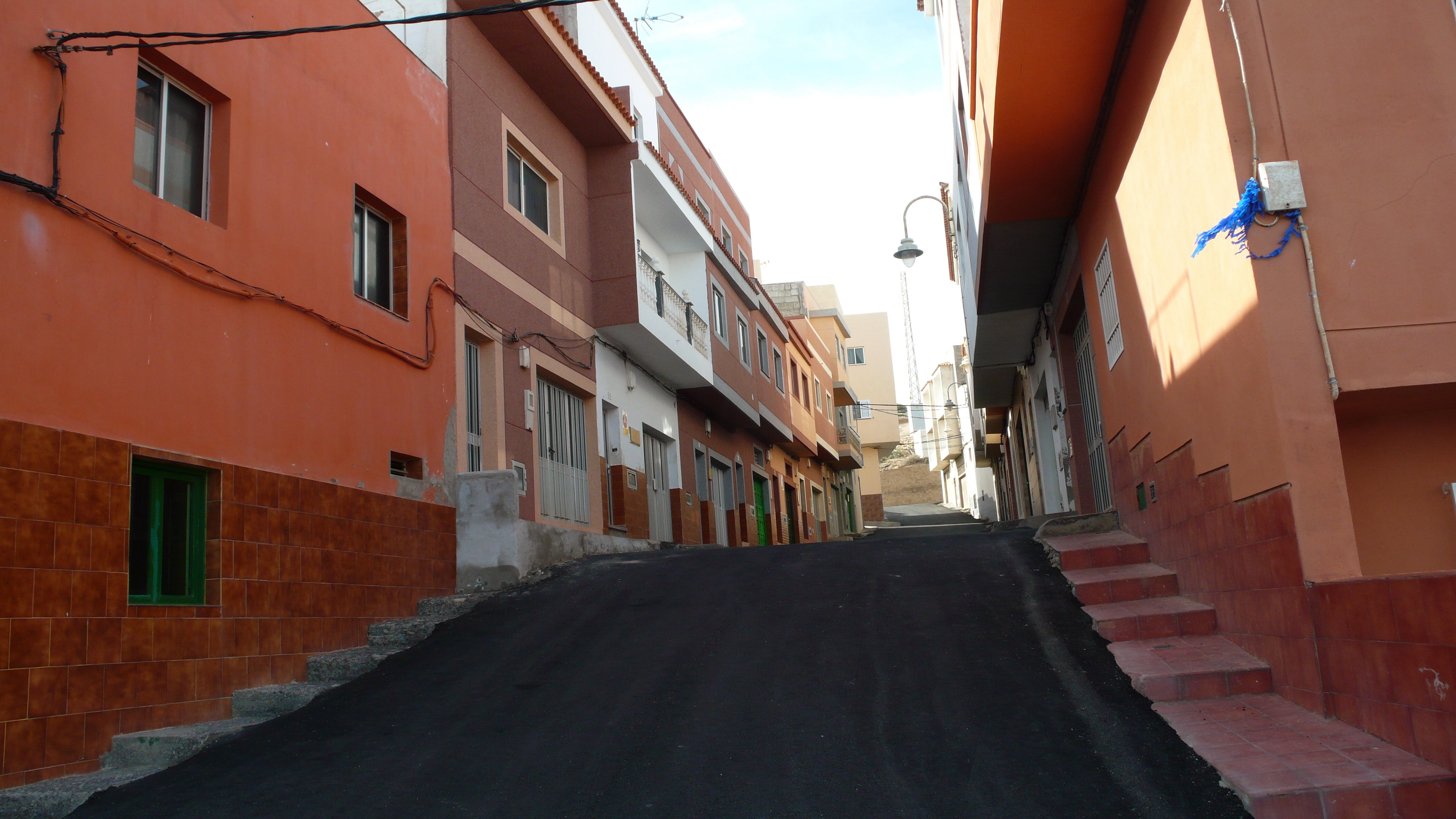
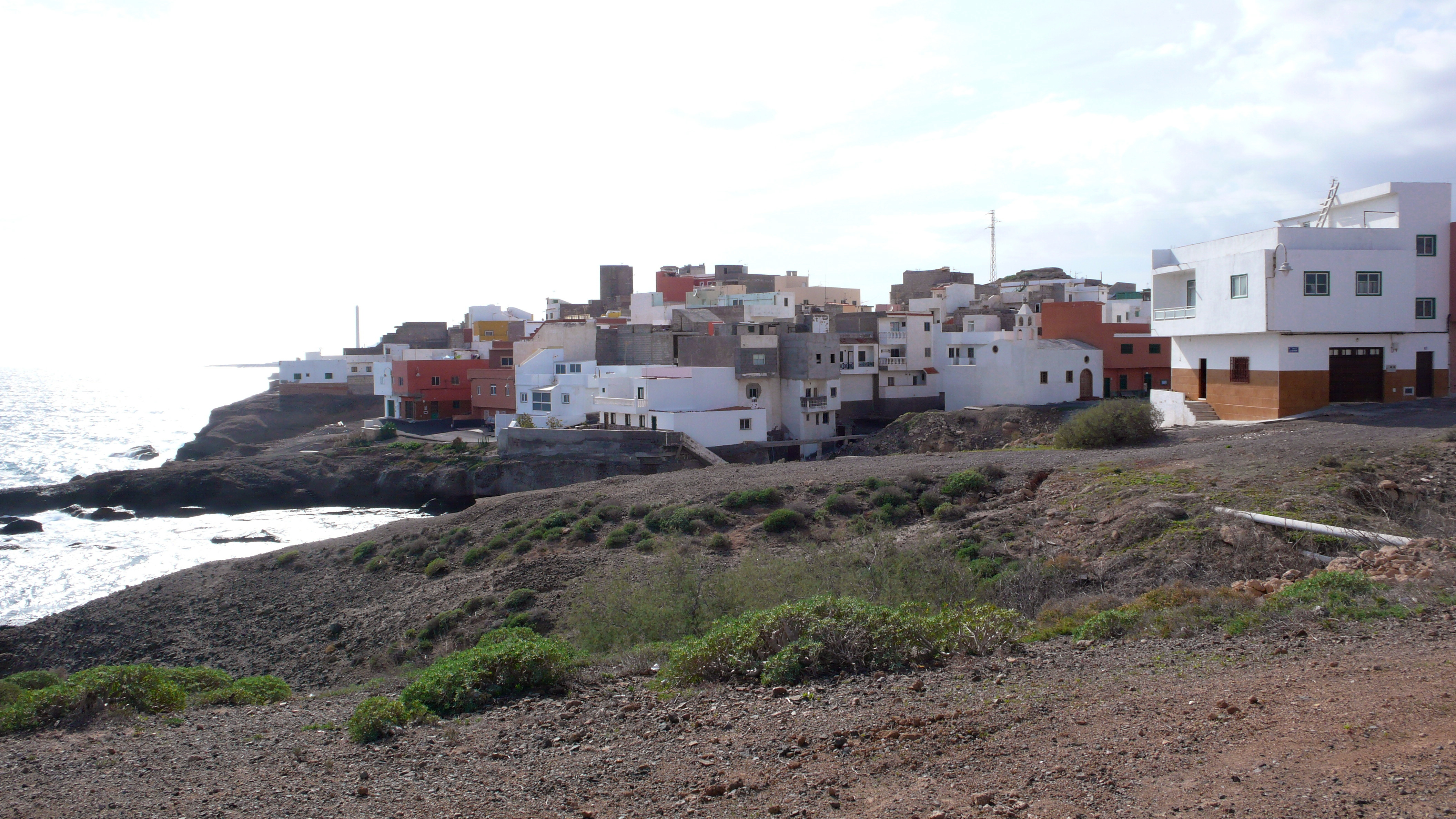